# Mainbrücke Miltenberg
Die Mainbrücke Miltenberg ist eine Straßenbrücke, die bei Flusskilometer 124,8 den Main überspannt. Die Bogenbrücke entstand  erstmals 1900 in Natursteinmauerwerk und wurde nach der Zerstörung 1945 in Stahlbeton neu aufgebaut. Das Bauwerk verbindet die Miltenberger Altstadt mit dem Stadtteil Miltenberg Nord.

## Geschichte

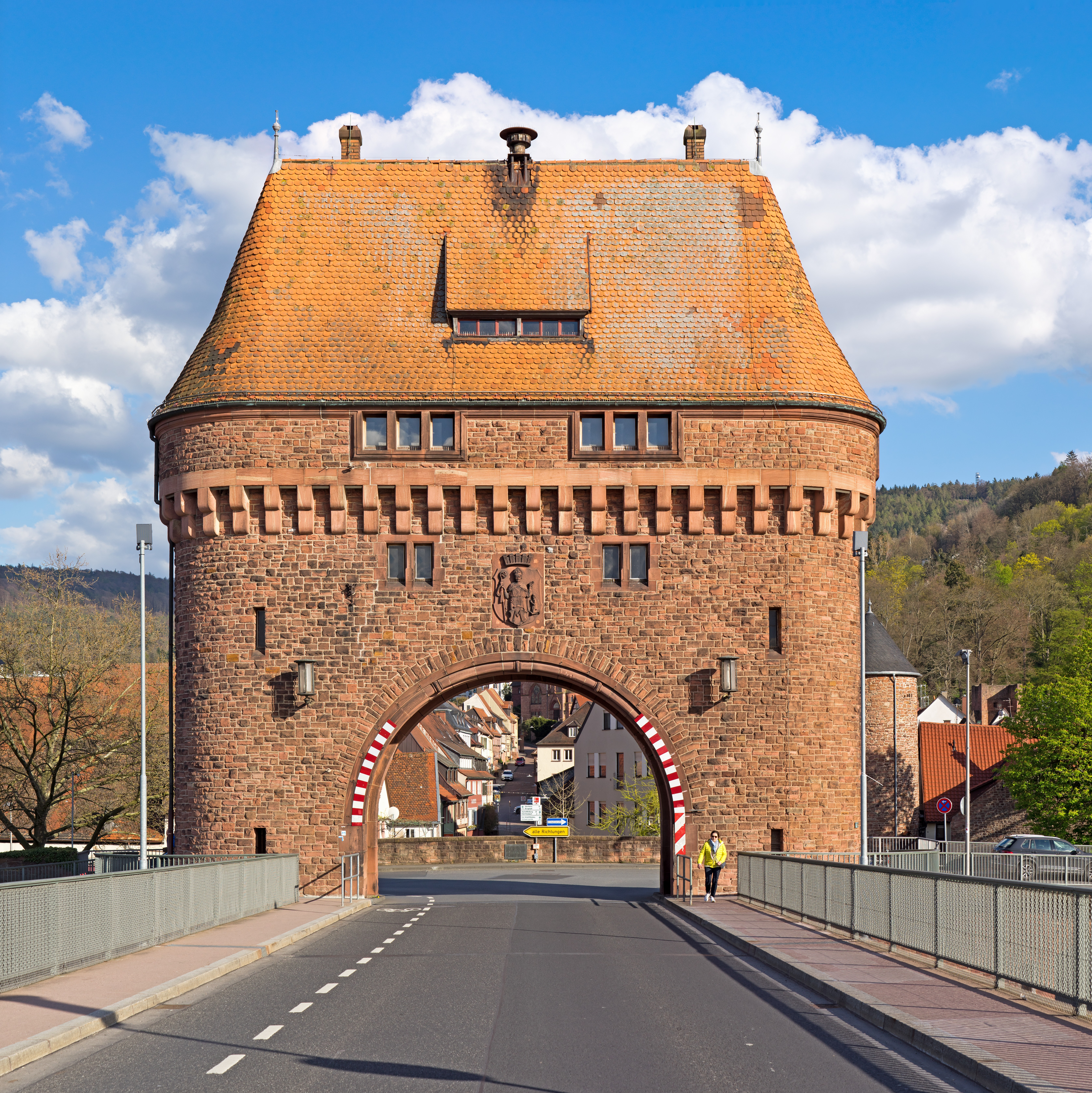
Torhaus

In Miltenberg gab es seit dem Mittelalter mit einer Fährverbindung einen wichtigen Mainübergang. 1876 kam es schließlich zur Gründung eines Brückenbauvereins, der die Planung eines Bauprojektes beauftragte. 1885 folgte die Einrichtung eines Brückenbaufonds, der nach vielen Spenden bis 1898 eine Summe von 429.342 Mark aufwies. Am 28. Februar 1898 beauftragte die Stadt die Bauunternehmung Grün & Bilfinger mit der Errichtung des Bauwerks für 405.000 Mark. Es war eine 7 m breite Bogenbrücke aus heimischen Buntsandstein mit sechs Öffnungen und einem markanten Torhaus am linken Mainufer. Die Pfeiler waren auf Buntsandsteinfels gegründet und bestanden aus Bruchsteinmauerwerk. Am 5. Juni 1900 weihte der Würzburger Bischof Ferdinand von Schlör die Brücke feierlich ein, die Miltenberg mit den neu erworbenen nördlichen Gemeindegebieten verband.
Am 28. März 1945 wurde die Mainbrücke von deutschen Truppen durch eine Sprengung zerstört. Nur die Pfeiler und das Torhaus blieben erhalten. Da die Sprengung ohne Benachrichtigung der Bevölkerung um 17:30 Uhr erfolgte, gab es einige Todesopfer. Im Juli 1945 wurde eine Fährverbindung eingerichtet und die ersten Planungen für einen Wiederaufbau der Brücke in Angriff genommen. Im Herbst 1945 folgten die Ab- und Aufräumungsarbeiten und im Februar 1946 die Beauftragung einer Arbeitsgemeinschaft, bestehend aus den Bauunternehmungen Philipp Holzmann und Grün & Bilfinger, mit dem Brückenneubau für 1,15 Millionen Reichsmark. Es sollte eine Bogenbrücke unter Verwendung der alten Pfeiler und Widerlager errichtet werden. Nach Genehmigung der Planung durch das Bayerische Staatsministerium des Innern konnten im Frühjahr 1947 die Arbeiten beginnen. Am 22. April 1950 war schließlich die Eröffnung der neuen Brücke. Die Gesamtkosten betrugen 700.000 RM und 1,68 Millionen DM, die von der Stadt und dem Freistaat getragen wurden. 1981 wurde das Bauwerk in die Bayerische Denkmalliste aufgenommen.

## Konstruktion von 1950

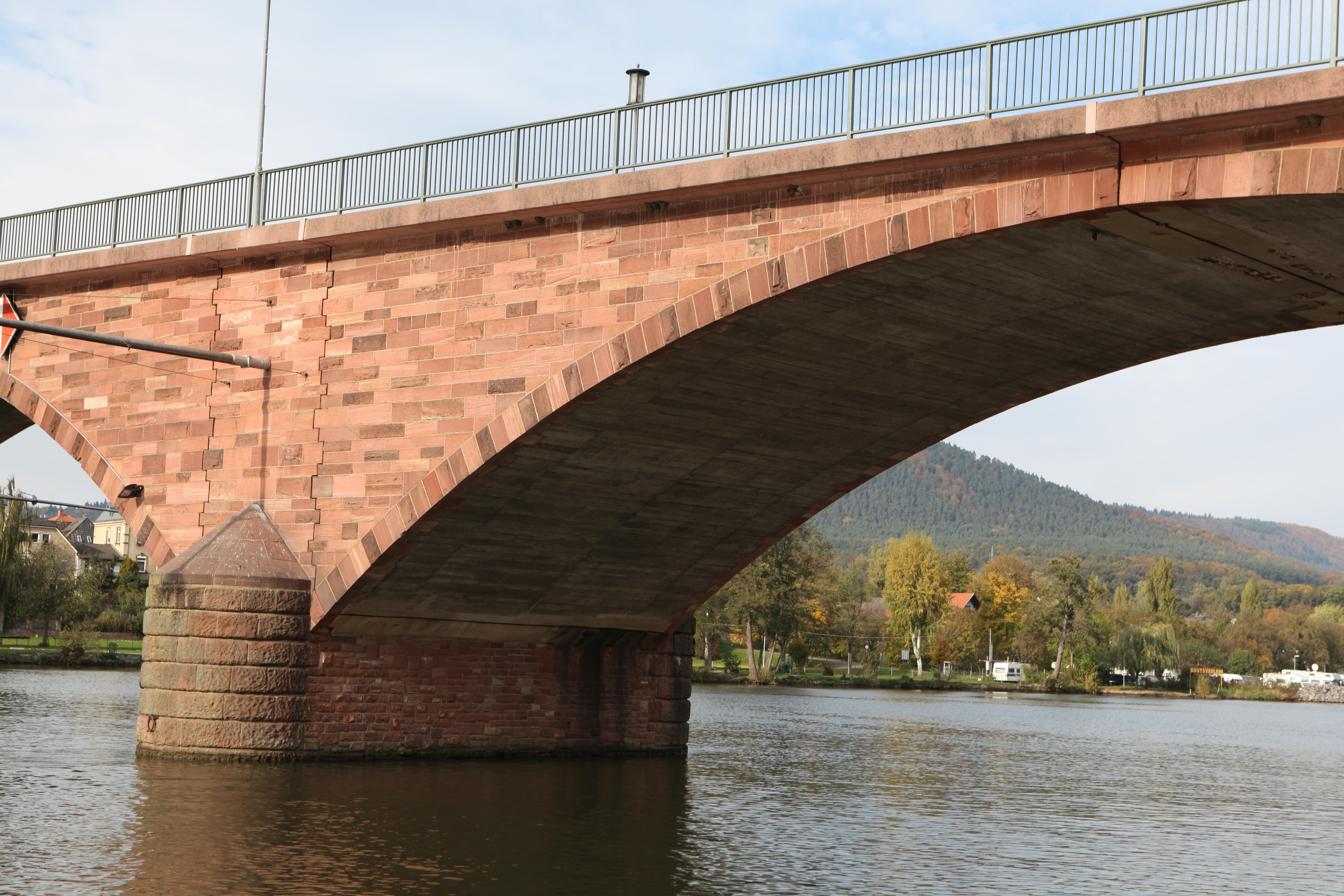
Gelenkfugen

Die im Grundriss gerade Bogenbrücke weist sechs Öffnungen auf. Sie besitzt eine 7,0 m breite Fahrbahn und auf beiden Seiten 1,5 m breite Gehwege. Da die Durchfahrtsöffnung unter dem Torbogen nur eine Breite von 7,4 m hat, wurden beim Neubau die Gehwege auf Konsolen um den Turm herumgeführt. Die beiden mittleren Schifffahrtsöffnungen weisen jeweils ein Durchfahrtsprofil mit 20 m Breite und 6,40 m Höhe beim höchsten schiffbaren Wasserstand auf. Weil die Höhenlage der Widerlager der ersten Brücke unverändert übernommen wurden, sind für eine ausreichende lichte Höhe linksseitig eine Steigung der Fahrbahn von 2,82 % und rechtsseitig eine von 1,15 % vorhanden.
Als Bauwerkssystem ist in jeder Brückenöffnung der Dreigelenkbogen vorhanden, der, 9,20 m breit, aus Stahlbeton besteht und seitlich mit Buntsandstein verkleidet ist. Die Stützweiten betragen 32,7 m bei den Endöffnungen, 35,8 m bei den benachbarten Öffnungen und 37,3 m bei den beiden inneren Bögen. Die Pfeilhöhen variieren zwischen 4,43 m und 6,73 m. Die Bogenstärke wechselt zwischen 30 cm im Kämpfer, 50 bis 60 cm in den Viertelspunkten und 40 cm im Bogenscheitel. Die Pfeiler besitzen oben eine Dicke von rund 3,5 m und eine Breite von 13,85 m. Die 22 cm dicke Stahlbetonfahrbahnplatte kragt auf beiden Seiten 55 cm aus. Die Konsolen bestehen aus gefärbtem Beton. Insgesamt 18 Fugenprofile sind in der Fahrbahnplatte über den Bogenscheiteln und -kämpfern eingebaut.
Die Bogenbrücke wurde in zwei Abschnitten mit jeweils drei Bögen auf hölzernen Lehrgerüsten hergestellt. Ende 1948 war der nördliche Abschnitt fertiggestellt, ein Jahr später folgte der südliche. Bis zu 110 Arbeiter waren auf der Baustelle beschäftigt.